# Gilbert de Chalon
Gilbert de Chalon ou Gislebert, mort en 956, fut comte de Chalon, d'Autun, de Beaune, de Troyes, d'Avallon et de Dijon. Il administra le duché de Bourgogne entre la mort d'Hugues le Noir et l'avènement  de son gendre Otton de Bourgogne.

## Famille
Il est le fils du comte Manassès Ier l'Ancien et d'Ermengarde. Ermengarde pourrait être la veuve du comte Adalelme de Troyes.
L'ancienne historiographie pensant que Gilbert a été formellement duc de Bourgogne, chercha à le rattacher à Richard le Justicier en lui faisant épouser une de ses filles. Aucune source ne le confirme et cela introduit diverses incohérences. 
Gilbert épouse Ermengarde, d'origine inconnue. Ils ont deux enfants connus, des filles. L'ancienne hypothèse d'une troisième fille qui serait Adélaïde, la femme du comte Lambert de Chalon, n'est plus retenue par les historiens modernes.
- Adélaïde dite Werra (930/935[1]- ), qui épouse avant 950, Robert Ier de Vermandois († après le 19 juin 966) comte de Meaux, fils de Héribert II comte de Vermandois et de sa femme Adela (capétienne) ;
- Lietgarde, qui est promise en 953 à Otton de Bourgogne (~945 - février 965) fils de Hugues le Grand. En 958 Rodolphe de Dijon capture le château de Beaune et kidnappe Lietgarde ; mais Otton reconquiert le château aux calendes de mai. Le Chronicon d'Odorannus de Sens dit que Lietgarde a trompé Otton avec Rodolphe[1].

## Biographie
La carrière publique de Gilbert ou Gislebert commence en 920 où il apparaît comme vicomte en avril 920 dans un acte pour l’Église d'Autun préparé par son frère l'évêque Hervé d'Autun.
En juin 924 alors qu'il est normalement marié, nous le voyons souscrire avec le titre de comte à Chalon avec sa mère Ermengarde.
En 924 Gilbert et son frère Wallon soutiennent leur oncle Raynard, vicomte d'Auxerre, dans la prise du château Mont-Saint-Jean. Mais le roi Raoul le reprend peu après. Raynard doit laisser son fils en otage au roi.
En mai 926, Gilbert et son épouse Ermengarde, qui souscrit pour la première fois, font don d'une villa du Mâconnais à l'abbaye de Cluny.
Après 928, Manassès II, qui avait récupéré les honneurs de son père Manassès Ier l'Ancien en Dijonnais, disparaît des sources. Gilbert en hérite.
En 943, le roi Louis IV confirme Hugues le Grand dans ses fonctions de duc des Francs et duc des Bourguignons. Le marquis Hugues le Noir et le comte principal Gilbert lui doivent ainsi aide et conseil.
En décembre 952, meurt le duc et marquis Hugues le Noir. Gilbert, à la tête de la marche d'Autun, et de nombreux comtés que possédait sa parentèle est le premier personnage de la Bourgogne après Hugues le Grand et avant le comte de Mâcon Liétaud. Hugues le Grand ne peut absorber dans ses prérogative le ducatus bourguignon. Il confie l'administration de celui-ci à Gilbert, en contrepartie de quoi, ce dernier promet une de ses filles, Lietgarde, au fils cadet du duc Otton de Bourgogne.
Fin 954, nous voyons souscrire Gilbert, devant le roi et le duc avec le titre de comte principal en Bourgogne.
En 956, Gilbert meurt lors de la période pascale. Son gendre Otton, va devenir duc de Bourgogne.